# Anushka Shetty
Sweety Shetty (Puttur, Mangalore, 7 de noviembre de 1981), conocida como Anushka Shetty, es una actriz y modelo india que se ha desempeñado principalmente en las industrias cinematográficas en los idiomas telugu y tamil. Ha recibido una gran cantidad de premios y reconocimientos, incluidos tres premios CineMAA, un premio Nandi, un premio Tamil Nadu State y tres premios Filmfare entre ocho nominaciones.

## Biografía

### Primeros años
Nacida en Mangalore, Karnataka, Anushka pertenece a la etnia tulu. es hija de  Prafulla y A.N. Vittal Shetty. Tiene dos hermanos, Gunaranjan Shetty y Sai Ramesh Shetty. Anushka cursó sus estudios básicos y obtuvo un grado en sistemas en Bangalore. En su juventud se desempeñó como instructora de yoga, siendo entrenada inicialmente por Bharat Thakur.

### Carrera

#### Debut y década de 2000
Hizo su debut en el cine telugu en la película de 2005 Super, la cual le valió su primera nominación a los premios Filmfare en la categoría de mejor actriz de reparto. El año siguiente protagonizó el filme de S. S. Rajamouli Vikramarkudu, que terminó convirtiéndose en un gran éxito de taquilla y crítica. Sus siguientes producciones, Lakshyam (2007), Souryam (2008) y Chintakayala Ravi (2008) consiguieron igualmente buenos números comercialmente hablando. En 2009 Shetty interpretó un papel dual en la película de suspenso Arundhati. Dicha interpretación le valió excelentes comentarios de la crítica y numerosos premios y reconocimientos, entre los que destacan su primer premio Filmfare como mejor actriz. También obtuvo los premios Nandi y CineMAA en la misma categoría. El año siguiente, su interpretación como una prostituta en la laureada película Vedam la llevó a ganar su segundo premio Filmfare de manera consecutiva. Tras el rotundo éxito conseguido en esta serie de producciones cinematográficas, Shetty se estableció una de las actrices más reputadas en la escena del cine telugu.

#### Reconocimiento y década de 2010
En la década de 2010, el éxito de la actriz se trasladó al ambiente cinematográfico tamil con su participación en exitosas cintas como Vettaikaran (2009), Singam (2010),   Singam II (2013), Yennai Arindhaal (2015) y Si3 (2017), todas registrando buenas cifras de taquilla en su país natal. Gozó de buenas críticas por su convincente actuación en los dramas Vaanam (2011), Deiva Thirumagal (2011) e Inji Iduppazhagi (2015). Interpretó a una reina en la película de corte épico Rudramadevi, obteniendo su tercer premio Filmfare como mejor actriz. Su interpretación como la princesa Devasena en la serie fílmica Baahubali (2015–2017) fue alabada por la crítica especializada. Mientras Baahubali: The Beginning (2015) es la cuarta película más taquillera en la historia del cine indio, su secuela Baahubali 2: The Conclusion (2017) logró encabezar esa selecta lista y convirtió a Shetty en la actriz mejor pagada en todo el sur de la India. Con Bhaagamathie, Anushka Shetty emergió como la segunda actriz india (después de Sridevi) en posicionar una película india en los Estados Unidos y obtener un millón de dólares en ingresos de taquilla.

## Filmografía

### Cine
| Año  | Título                      | Papel           |
| ---- | --------------------------- | --------------- |
| 2005 | Super                       | Sasha           |
| 2005 | Mahanandi                   | Nandini         |
| 2006 | Vikramarkudu                | Neeraja         |
| 2006 | Astram                      | Anusha          |
| 2006 | Rendu                       | Jothy           |
| 2006 | Stalin                      |                 |
| 2007 | Lakshyam                    | Indu            |
| 2007 | Don                         | Priya           |
| 2008 | Okka Magaadu                | Bhavani         |
| 2008 | Swagatam                    | Sailaja (Sailu) |
| 2008 | Baladur                     | Bhanu           |
| 2008 | Souryam                     | Shweta          |
| 2008 | Chintakayala Ravi           | Sunita          |
| 2008 | King                        |                 |
| 2009 | Arundhati                   | Arundhati       |
| 2009 | Billa                       | Maya            |
| 2009 | Vettaikkaran                | Susheela        |
| 2010 | Kedi                        |                 |
| 2010 | Singam                      | Kavya           |
| 2010 | Vedam                       | Saroja          |
| 2010 | Panchakshari                | Honey           |
| 2010 | Khaleja                     | Subashini       |
| 2010 | Thakita Thakita             | Ella misma      |
| 2010 | Nagavalli                   | Nagavalli       |
| 2010 | Ragada                      | Shirisha        |
| 2011 | Vaanam                      | Saroja          |
| 2011 | Deiva Thirumagal            | Anuradha        |
| 2012 | Saguni                      | Anushka         |
| 2012 | Thaandavam                  | Meenakshi       |
| 2012 | Damarukam                   | Maheshwari      |
| 2013 | Alex Pandian                | Divya           |
| 2013 | Mirchi                      | Vennela         |
| 2013 | Singam II                   | Kavya           |
| 2013 | Irandaam Ulagam             | Ramya           |
| 2014 | Lingaa                      | Lakshmi         |
| 2015 | Yennai Arindhaal            | Thenmozhi       |
| 2015 | Baahubali: The Beginning    | Devasena        |
| 2015 | Rudhramadevi                | Rudrama Devi    |
| 2015 | Size Zero                   | Soundarya       |
| 2015 | Inji Iduppazhagi            | Soundarya       |
| 2016 | Soggade Chinni Nayana       | Krishna Kumari  |
| 2016 | Oopiri                      | Nandini         |
| 2016 | Thozha                      | Nandini         |
| 2017 | Si3                         | Kavya           |
| 2017 | Om Namo Venkatesaya         | Krishnamma      |
| 2017 | Baahubali 2: The Conclusion | Devasena        |
| 2018 | Bhaagamathie                | Chanchala       |